# 関東テキヤ一家 喧嘩仁義
『関東テキヤ一家 喧嘩仁義』（かんとうてきやいっか ごろめんつう）は、1970年3月5日に公開された日本の映画。94分。監督は鈴木則文、主演は菅原文太。
『関東テキヤ一家シリーズ』の第2作。

## スタッフ
- 監督：鈴木則文
- 企画：俊藤浩滋、松平乗道、佐藤雅夫
- 脚本：村尾昭、志村正浩、鈴木則文
- 撮影：増田敏雄
- 美術：雨森義允
- 音楽：菊池俊輔
- 録音：堀場一朗
- 照明：増田悦章
- 編集：神田忠男
- スチール：藤本武

## キャスト
- 国分勝：菅原文太
- 結城義雄：葉山良二
- 臼井道子：桜町弘子
- 佐貫五郎：南利明
- お万：若水ヤエ子
- 芦沢エミ：時美沙
- 石堂剛：今井健二
- 倉成徳次郎：加藤嘉
- 的場信之：天津敏
- 結城徹：金光満樹
- 杉浦到：田口計
- イタチの平助：唐沢民賢
- 三上：国一太郎
- 巽：白川浩三郎
- 瀬川：沼田曜一
- 野上：秋山勝俊
- 望月：笹木俊志
- 田口宗雄：阿波地大輔
- 猪野守男：高並功
- 三鬼洋平：北川俊夫
- 船場政：友金敏雄
- くいだおれの定：加藤匡志
- 木村：五十嵐義弘
- 有馬為次郎：永田光男
- 高崎吉之助：沢彰謙
- 熊木盛道：村居京之輔
- 関口桂輔：矢奈木邦二郎
- 工場長：中村錦司
- 犬飼：小島慶四郎
- お恵：小山陽子
- 高木みどり：榊浩子
- 支配人：那須伸太朗
- ママ：牧淳子
- 竹造：島田秀雄
- 吉：疋田泰盛
- 国松：蓑和田良太
- 大石：山下義明
- 咲子：丸平峰子
- 警官：波多野博
- 運転手：宮城幸生
- チンピラ：北川俊夫
- トルコ嬢：星野美恵子、山田みどり、岡芸美子
- 親分:泉好太郎
- 花井清蔵：長門勇
- 潮田鉄治：梅宮辰夫

## 同時上映
『緋牡丹博徒 お竜参上』
- 藤純子（現：冨司純子）主演の『緋牡丹博徒シリーズ』第6作。